# Parafia Matki Bożej Częstochowskiej i św. Józefa w Lutoryżu
Parafia Matki Bożej Częstochowskiej i św. Józefa w Lutoryżu – parafia rzymskokatolicka znajdująca się w dekanacie Boguchwała w diecezji rzeszowskiej. 